# NHK-FM방송
NHK-FM방송은 일본방송협회에서 운영하는 라디오 방송국 중 하나이다. 대한민국의 KBS 제2라디오과 거의 상당하다.

## 연혁
- 1957년 12월 24일 19시 FM방송 실험방송국 도쿄에서 개국
- 1963년 12월 16일 도쿄에서 스테레오 방송 시작.
- 1969년 3월 1일 FM방송 본 방송 시작.
- 1977년 11월 일본에 소재한 모든 NHK-FM 방송국에서 스테레오 방송이 가능해진다.
- 1998년 4월 24시간 방송 개시.
- 2011년 9월 1일 NHK의 인터넷 라디오 서비스 라지루★라지루를 통해 인터넷 재전송 시작

## 특징
- 초단파 실험방송국으로 개국했으며 원래는 3번째 중파방송국으로 계획되었다. 그리고 프로그램 편성은 현재의 BBC 라디오 3를 모델로 했다.
- 일부지역에 방송국이 존재하지 않는 AM방송국과 달리 47도도부현 전체에 방송국이 존재하며 광역방송 지역에서는 FM방송국에서 방송국 소속 지역 뉴스를 방송한다.
- 심야방송과 정시뉴스 프로그램을 방송할때를 제외하면 대다수의 긴급정보는 FM에서 방송되지 않는다.
- 중파라디오 방송국 혼신 보완책의 일환으로 제1라디오의 심야방송을 동시방송하고 있으며, 제1라디오에서 올림픽이나 월드컵같은 스포츠중계나 연말의 NHK 예산심의 녹음방송을 할때에도 FM방송국은 평소의 방송을 하고 있다.
- 인터넷 라디오 서비스 라지루★라지루를 통해 일본전역에 인터넷 라디오 서비스를 하고 있으나 저작권 등으로 방송되지 않는 프로그램이 존재한다.
- 오비히로, 무로란, 구시로(홋카이도), 고치, 마쓰야마(아이치), 오사카, 오키나와, 히로시마, 오카야마, 오이타지역은 국제용라디오로 들을 수 있다.

## 같이 보기
- 일본방송협회